# Grotkowo (przystanek kolejowy)
Grotkowo – dawny przystanek kolejowy (Gnieźnieńska Kolej Wąskotorowa) w Grotkowie, w województwie wielkopolskim, w Polsce. Został otwarty w 1897 roku.